# ويليام ليلي
ويليام ليلي (بالإنجليزية: William Lilly)‏ هو سياسي أمريكي، ولد في 3 يونيو 1821 ببن يان في الولايات المتحدة، وتوفي في 1 ديسمبر 1893. حزبياً، نشط في الحزب الديمقراطي والحزب الجمهوري. وقد انتخب عضو مجلس النواب الأمريكي.